# Ramatoulie Othman
Ramatoulie Onikepo Othman (geboren in Bathurst, heute Banjul) ist eine gambische Schriftstellerin.

## Leben
Othman gehört der Volksgruppe der Aku (oder Oku) Marabout an.
Sie besuchte Grund- und weiterführende Schule in Freetown (Sierra Leone). Anschließend bildete sie sich in Verwaltung (Secretarial Studies) an der Presentation Girls Vocational School in Banjul weiter.
Zu Beginn der 1980er Jahre arbeitete sie als Sozialarbeiterin am Department of Social Welfare in Banjul und war daneben als Reporterin tätig. Zwischen 1983 und 1994 war sie freiberufliche Journalistin für die nigerianischen Zeitungen Daily Times und National Concord. 1993 war sie Schauspielerin beim Filmfestival TeleTest des nigerianischen Fernsehsenders Nigerian Television Authority (NTA). Um 1996 schrieb sie für den gambischen Daily Observer.
1999 veröffentlichte sie nach Drängen ihres Umfelds mit dem Buch A Cherished Heritage eine wissenschaftliche Untersuchung der Geschichte der muslimischen Aku, deren Wurzeln sie in befreiten Sklaven und Siedlern aus Freetown (Sierra Leone) und den Westindischen Inseln sieht. Der Roman Costly Prices aus dem Jahr 2005 behandelt die Thematiken des Tourismus in Gambia und gambischer Bumster.
Um 2010 bis 2018 war sie Schatzmeisterin der Writers’ Association of The Gambia (WAG).

## Werke
- The Views of an Onlooker, 1991 (Zusammenstellung ihrer Nachrichtenartikel, veröffentlicht in Nigeria).[1]
- A Cherished Heritage: Tracing the Roots of the Oku Marabout, Serekunda (Gambia), Edward Francis Small Printing Press, 1999.
- Costly Prices, Ahmadiyya Muslim Centenary Press, 2005.